# Мјорски рејон
Мјорски рејон (блр. Міёрскі раён; рус. Миорский район) административна је јединица другог нивоа у северозападном делу Витепске области у Републици Белорусији. 
Административни центар рејона је град Мјори.

## Географија
Мјорски рејон обухвата територију површине 1.786,64 км² и на 11. је месту је по површини међу рејонима Витепске области. Граничи се са Браславским рејоном на западу, Горњодвинским на северу, Шаркавшчинским и Глибочким на југу, те Полацким на истоку. На крајњем северозападу једним мањим делом своје територије граничи се са Летонијом. 
Највећи део рејона налази се на подручју простране Полацке низије са просечним надморским висинама између 120 и 140 метара. Западни делови рејона налазе се у зони Браславске греде, и то је нешто виши део Мјорског рејона где се и налази највиша тачка рејона брдо Волчаја са висином од 210 метара. 
Најважнији водоток на подручју рејона је река Западна Двина (која уједно чини и целокупну северну границу рејона) са својим притокама Аутом, Волтом, Вјатом, Друјком и Дисном. Територија рејона је прошарана бројним језерима (укупно 83), од којих су највећа Абстерна са 9,89 км² и Јељња са 5,42 км².
Најзначајнији природни ресурс погодан за експлоатацију је тресет. 

## Историја
Мјорски рејон је успостављен 15. јануара 1940. као један од рејона Витепске области тадашње Белоруске ССР. 

## Демографија
Према резултатима пописа из 2009. на том подручју стално је било насељено 24.364 становника или у просеку 13,64 ст/км².
| 1959.  | 1970.  | 1979.  | 1989.  | 1999.  | 2009.  |
| ------ | ------ | ------ | ------ | ------ | ------ |
| 51.947 | 44.463 | 38.857 | 33.381 | 32.054 | 24.364 |

Основу популације чине Белоруси са 93%, а следе Руси са 3,98% и Пољаци са 1,69%. Остали чине 1,32% популације. 
Административно, рејон је подељен на подручје два градска насеља, Мјорија (који је уједно и административни центар рејона) и Дисне и на 9 сеоских општина. На територији рејона постоје укупно 482 насељена места.